# Comté de Skagit
Pour les articles homonymes, voir Skagit.
Le comté de Skagit (anglais: Skagit County) est un comté de l'État américain de Washington. Il est situé dans le nord-ouest de l'État, sur le Puget Sound. Son siège est Mount Vernon. Selon le recensement de 2010, sa population est de 116 901 habitants. Il est nommé d'après la tribu amérindienne éponyme.

## Géolocalisation
|                   | Comté de Whatcom   |                  |
| Comté de San Juan | Comté de           | Comté d'Okanogan |
| Comté d'Island    | Comté de Snohomish | Comté de Chelan  |

## Lieux protégés
- Parc national des North Cascades
- Gilbert's Cabin
- Rock Cabin